# Хав'єр Вальєс
Хав'єр Вальєс (ісп. Xavier Vallès, 4 вересня 1979) — іспанський ватерполіст.
Учасник Олімпійських Ігор 2008, 2012 років.
Призер Чемпіонату світу з водних видів спорту 2007, 2009 років.